# The Shaggy Dog (1959)
The Shaggy Dog é um filme de comédia e fantasia estadunidense de 1959, dirigido por Charles Barton para a Walt Disney Productions. Apesar do personagem-título ser um enorme cão pastor inglês, é a primeira comédia com atores (live-action) produzida por Walt Disney.
O mesmo estúdio lançou as sequências The Shaggy D.A. em 1976 (para o cinema) e em 1987 The Return of the Shaggy Dog (para a televisão). Também houve refilmagens: em 1994 foi realizado um telefilme e em 2006 outra produção para o cinema. Uma versão colorizada foi distribuída em 1997.

## Elenco
- Fred MacMurray...Wilson Daniels
- Jean Hagen...Frida Daniels
- Tommy Kirk...Wilby Daniels
- Annette Funicello...Allison D'Allessio
- Tim Considine...Buzz Miller
- Kevin Corcoran...Montgomery 'Moochie' Daniels
- Cecil Kellaway...Professor Plumcutt
- Alexander Scourby...Dr. Mikhail Valasky
- Roberta Shore...Francesca Andrassy
- James Westerfield...Oficial Hanson
- Strother Martin...Thurm
- Forrest Lewis...Oficial Kelly
- Jack Albertson...repórter (não creditado)
- Ned Wever...Agente de Segurança E.P. Hackett
- Gordon Jones...Capitão de polícia Scanlon
- Jacques Aubuchon...Stefano
- Paul Frees...narrador da abertura/Dr. J.W. Galvin, psiquiatra
- Sam...Chiffon, o cão

## Sinopse
Wilson Daniels é um carteiro aposentado que depois de anos sofrendo incidentes com cães, desenvolveu alergia a esses animais e não os suporta. Ele é casado e tem dois filhos, o desajeitado adolescente Wilbur "Wilby" que costuma irritar seus pais com suas invenções perigosas, e o pequeno Montgomery "Moochie", que adora cães. Em um certo dia, novas pessoas se mudam para a casa vizinha a dos Daniels: o Dr. Valasky, novo curador do museu local, a filha adotiva francesa Francesca, o mordomo Stefano e o enorme cão felpudo Chiffon. Wilby e seu amigo Buzz passam a disputar as atenções de Francesca, para ciumes de Allison, a garota mais popular da escola. Wilby vai com Buzz e Francesca para o museu e acaba sendo deixado para trás. Ao procurá-los, ele encontra o seu antigo professor escolar Plumcutt, que está a organizar uma nova exposição de relíquias históricas. Wilby derruba alguns objetos e depois vai para casa, sem perceber que um anel que pertencera aos Bórgias caíra em suas roupas. Ao descobri-lo, Wilby lê inscrição em latim "In canis corpore transmuto" ("Transformar num corpo de cão"), em voz alta e várias vezes, sem saber o que significa. Pouco depois ele percebe que está a se transformar em um enorme cão felpudo como Chiffon, que desaparece. A partir daí, apesar de poder ainda falar, envolve-se em um grande números de problemas, inclusive tendo que fugir de seu pai armado de espingarda e de um grupo de espiões internacionais.

## Produção
Ao final da década de 1950, a ideia de um humano adulto se transformar numa fera não era novidade, mas a de um adolescente ser quem sofre essa metamorfose foi considerada avant-garde e houve espanto em 1957 quando a AIP lançou o filme de horror I Was a Teenage Werewolf, um dos grandes sucessos daquele estúdio. The Shaggy Dog desrespeita aquele sucesso anterior com a clássica citação de Fred MacMurray: "That's ridiculous — my son is not a werewolf! He’s nothing more than just a big, baggy, stupid-looking shaggy dog!" (em tradução aproximada: "Que ridículo - meu filho não é um lobisomem - ele nada mais é do que um grande e desgrenhado cão felpudo de olhar estúpido!)
O filme foi pensado inicialmente para servir de episódio piloto de uma série de televisão que acabou nunca sendo produzida e anunciada como "a mais engraçada de todas as histórias de cães felpudos", apesar de não ser na verdade um "filme de animais". O diretor é Charles Barton, que também o fora em Spin and Marty para o The Mickey Mouse Club. A veterana roteirista Lillie Hayward também trabalhou na série Spin and Marty, estrelada pelos mesmos jovens atores de The Shaggy Dog.
O veterano narrador da Disney Paul Frees tem uma rara aparição diante das câmeras– sem créditos, contudo– como o Dr. J.W. Galvin, o psiquiatra que examina Wilson Daniels. Frees também faz a narração de abertura, informando à audiência que Wilson Daniels é um homem "notabilizado por sofrer de alergia a cães".

## Literatura
Enquanto o filme se baseia na história de Salten The Hound of Florence, uma "novelização" do roteiro foi publicada pela Scholastic em 1967 e fez algumas mudanças interessantes na trama. A personagem de Funicello, Allison, foi retirada, e o nome dela não é relacionada no elenco principal. Como resultado, a rivalidade de Wilby e Buzz foi bem diminuída.  Dr. Valasky é mudado para tio de Francesca, não mais pai adotivo.

## Influências
Tendo sido na época o mais rentável filme da Walt Disney Productions, The Shaggy Dog incentivou o estúdio a produzir outros com atores. Usando a fórmula de forças sobrenaturais ou fantásticas se manifestarem nos dias atuais nos Estados Unidos, o estúdio criou uma série de comédias absurdas com ação suficiente para manter o interesse das crianças e alguma sátira para divertir o público adulto. Reunindo atores de televisão durante o intervalo de verão e que eram conhecidos do público mas não o suficiente para receberem altos salários ou percentagens nas produções de outros estúdios, as comédias foram produzidas a baixo custo; também aproveitavam os mesmos cenários repetidamente. Com poucos custos de cenário e elenco, a Walt Disney Productions conseguia facilmente o retorno de investimentos apenas com exibições em matinês e em cinemas periféricos, além de que poderiam ser formatados para episódios da série de televisão da Disney The Wonderful World of Disney.
O lançamento inicial de The Shaggy Dog arrecadou 9 milhões de dólares contra o custo de 1 milhão  tornando-o mais rentável do que Ben-Hur distribuído no mesmo ano. The Shaggy Dog teve também um bom retorno quando do seu relançamento em 1967.
A popular série de televisão My Three Sons (1960-1972) reuniu MacMurray e Considine, e também aparecia um grande cão felpudo de nome "Tramp".

### Sequências
- The Shaggy D.A. em 1976 - estrelado por Dean Jones como Wilby Daniels com 45 anos de idade.
- The Return of the Shaggy Dog, 1987 - filme de televisão em duas partes, cuja história se passa 17 anos após os eventos do primeiro filme, com Gary Kroeger como Wilby Daniels em torno dos 30 anos de idade.

### Refilmagens
- Em 1994, The Shaggy Dog foi a primeira refilmagem da produção de 1959, lançada na televisão. Scott Weinger foi o adolescente Wilbert 'Wilby' Joseph Daniels, e Ed Begley, Jr. interpretou um papel similar ao de Fred MacMurray.
- Em 2006, Disney relançou outra refilmagem do filme, com Tim Allen como Dave Douglas. A história, personagens e a transformação são diferentes das do filme original. Para promover esse lançamento, o filme de 1959 foi relançado no Estados Unidos como um DVD especial com o selo "The Wild & Woolly Edition", que o trazia em dois formatos: no original preto e branco e numa versão colorizada. Essa versão, contudo, não é restaurada e apresenta desgaste. A atuação de Allen teve apreciação moderada por parte da crítica.[3]

## Quadrinhos
Como outros filmes da Disney, houve uma adaptação para os quadrinhos  com texto de Eric Freiwald e Robert Schaefer e desenho de  Dan Spiegle. No Brasil a história foi publicada na revista Diversões Juvenis nº 22 de junho de 1962 e depois republicada em 1970.